# Euphorbia semiperfoliata
Euphorbia semiperfoliata är en törelväxtart som beskrevs av Domenico Viviani. Euphorbia semiperfoliata ingår i släktet törlar, och familjen törelväxter. Inga underarter finns listade i Catalogue of Life.